# Frank Diesener
Frank Diesener (* 14. November 1966 in Blankenburg (Harz)) ist ein deutscher Politiker (CDU). Er war von 2021 bis 2023 Staatssekretär im Ministerium für Bildung des Landes Sachsen-Anhalt.

## Leben

### Ausbildung und Beruf
Diesener studierte von 1984 bis 1989 an der Pädagogischen Hochschule Erfurt/Mühlhausen und erlangte einen Abschluss als Diplomlehrer für Polytechnik. Danach studierte er von 1994 bis 1999 an der Leibniz Universität Hannover und legte das 1. Staatsexamen für das Lehramt an Sonderschulen ab. Es folgte von 1999 bis 2001 das Referendariat und die Ablegung des 2. Staatsexamens. 
Anschließend arbeitete Diesener von 2001 bis 2006 als Schulleiter an der Förderschule Wilhelm Busch in Wernigerode und später von 2006 bis 2017 als Förderschulrektor an der Förderschule Albert Schweitzer in Halberstadt. Zuletzt war er von 2017 bis 2021 als Förderschulrektor an der Förderschule Reinhard Lakomy in Halberstadt tätig.
Nach Ausscheiden als Staatssekretär nahm Diesener im August 2023 eine Tätigkeit im Landesschulamt Sachsen-Anhalt auf.

### Politik
Frank Diesener ist Mitglied der CDU. Im Jahr 2018 wurde er zum Schatzmeister des CDU-Kreisverbandes Harz und im selben Jahr zum stellvertretenden Vorsitzenden des CDU-Stadtverbandes Wernigerode gewählt.
Im Jahr 2000 wurde er das erste Mal in den Stadtrat von Wernigerode gewählt. Im Jahr 2019 gelang ihm der Einzug in den Kreistag des Landkreises Harz.
Diesener betätigte sich von 2008 bis 2018 als Vorsitzender des Schulleitungsverbandes Sachsen-Anhalt e. V. Er wurde 2014 Präsident von Special Olympics in Sachsen-Anhalt e. V. und 2015 Vorsitzender des Länderrats von Special Olympics Deutschland.
Am 20. September 2021 wurde er unter Ministerin Eva Feußner (CDU) zum Staatssekretär im Ministerium für Bildung des Landes Sachsen-Anhalt ernannt.
Aufgrund lautgewordener Kritik an der von Diesener unsachgemäß durchgeführten Ausschreibung einer Stabsstelle im Zuge der Intel-Ansiedlung bat Feußner den Ministerpräsidenten Reiner Haseloff im Juni 2023 um Dieseners Entlassung. Nachfolger wurde Jürgen Böhm.